# 第28届评论家选择奖
第28届评论家选择奖（英語：28th Critics' Choice Awards）為評論家選擇協會表彰2022年电影行业和电视行业杰出成绩的活動。典礼在美国加利福尼亚州费尔蒙世纪广场酒店于2023年1月15日举行，由雀兒喜·漢德勒主持，CW电视网转播。

## 提名与获奖名单

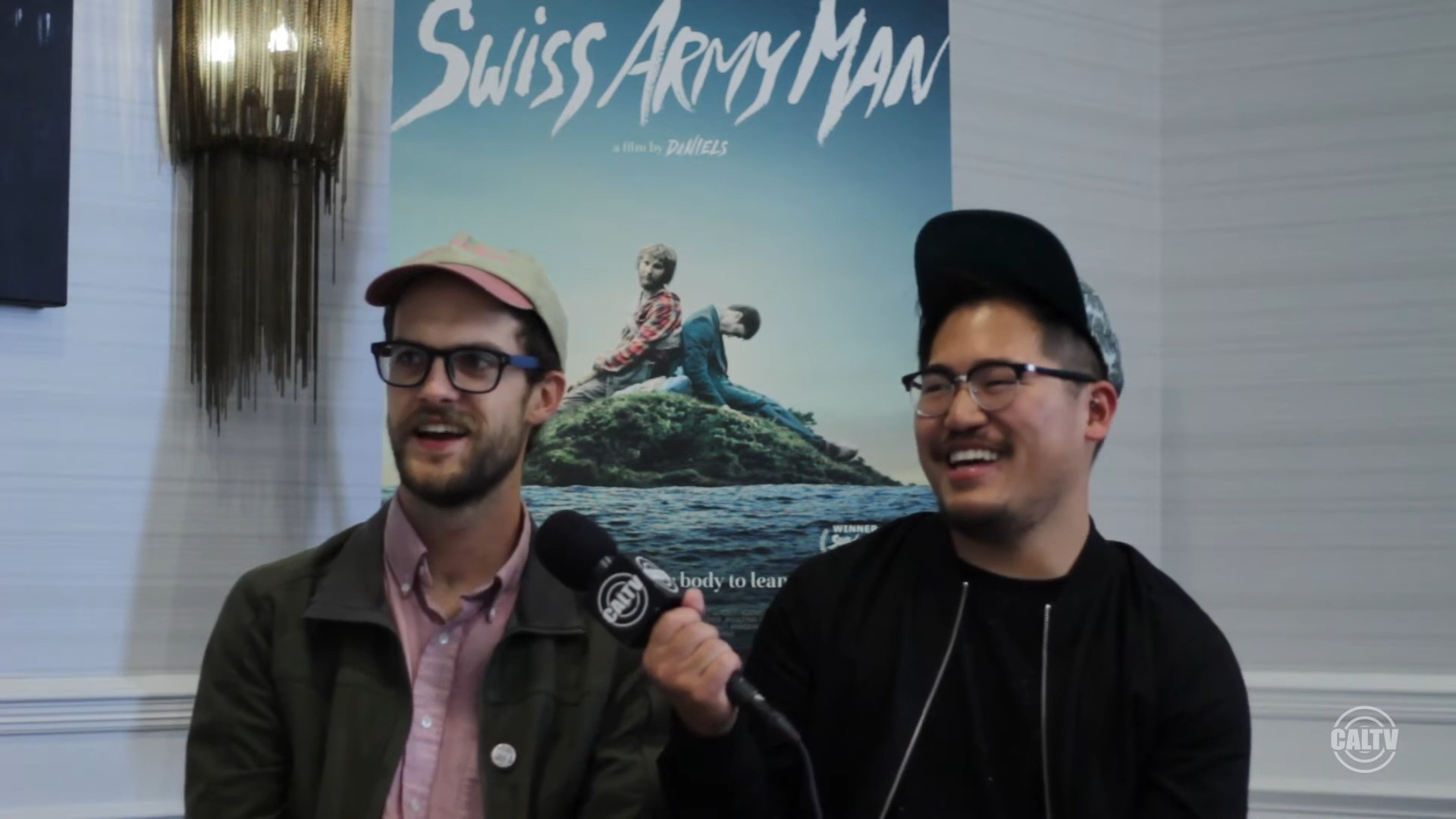
最佳導演、原創劇本：丹尼爾·舒奈特（左起）、關家永

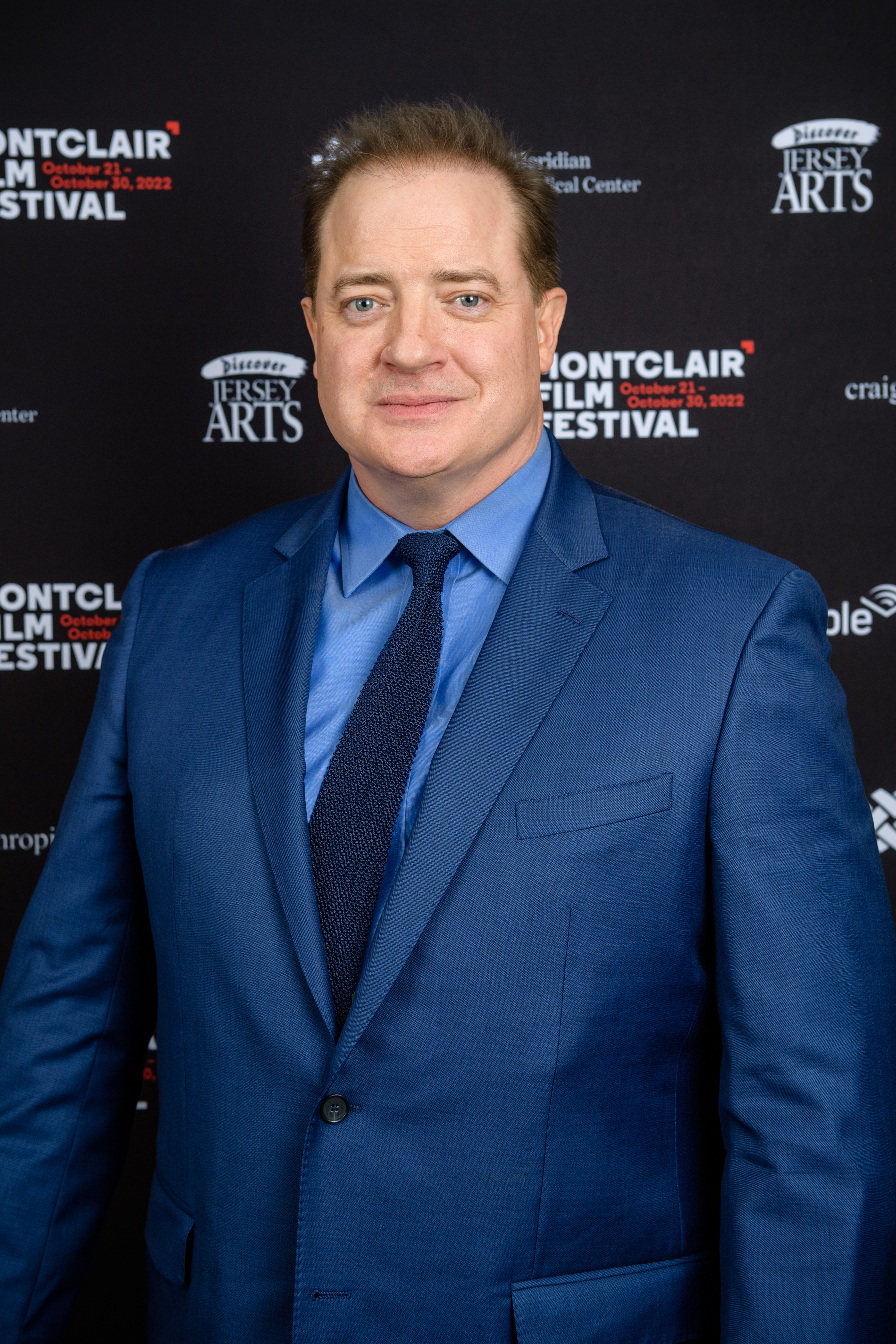
最佳電影男主角：布蘭登·費雪

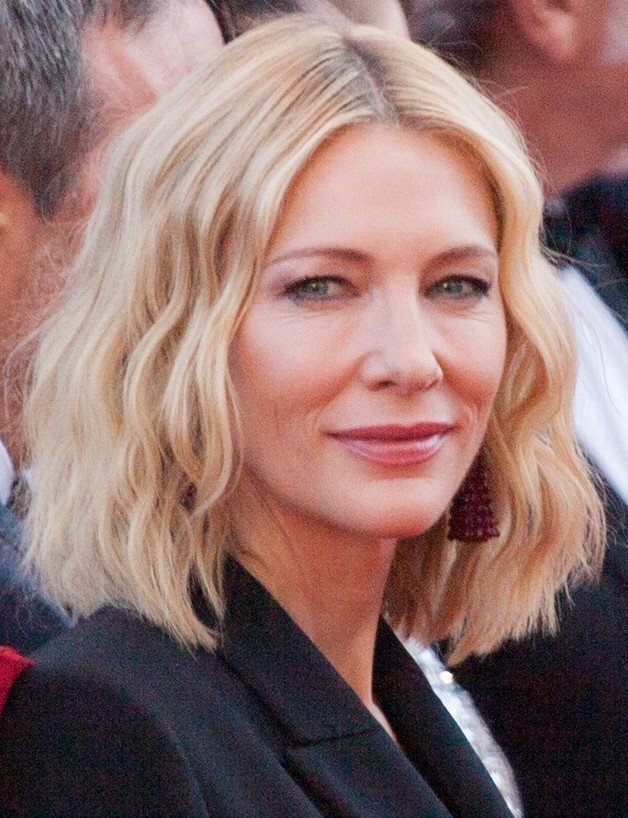
最佳電影女主角：凯特·布兰切特

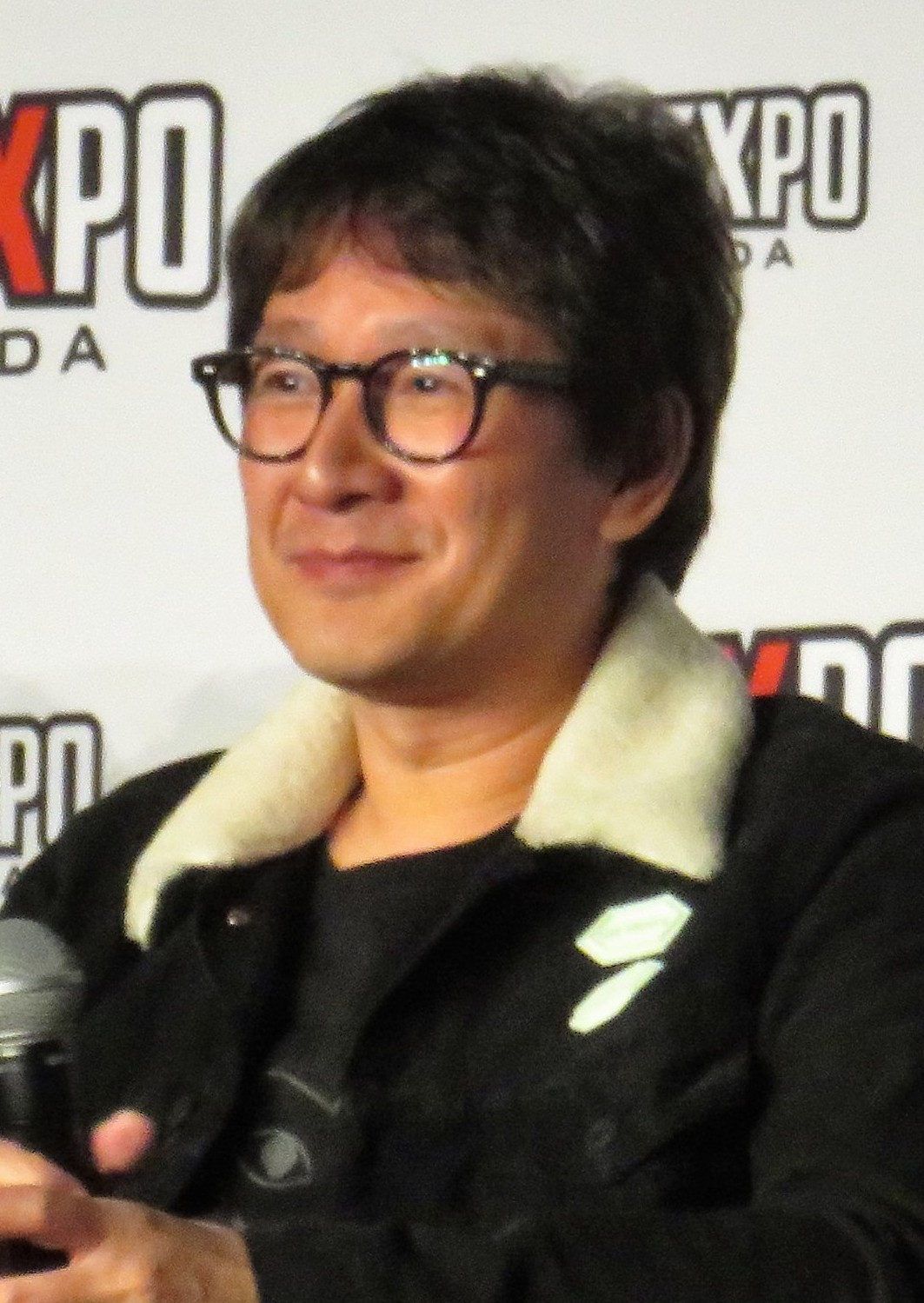
最佳電影男配角：關繼威

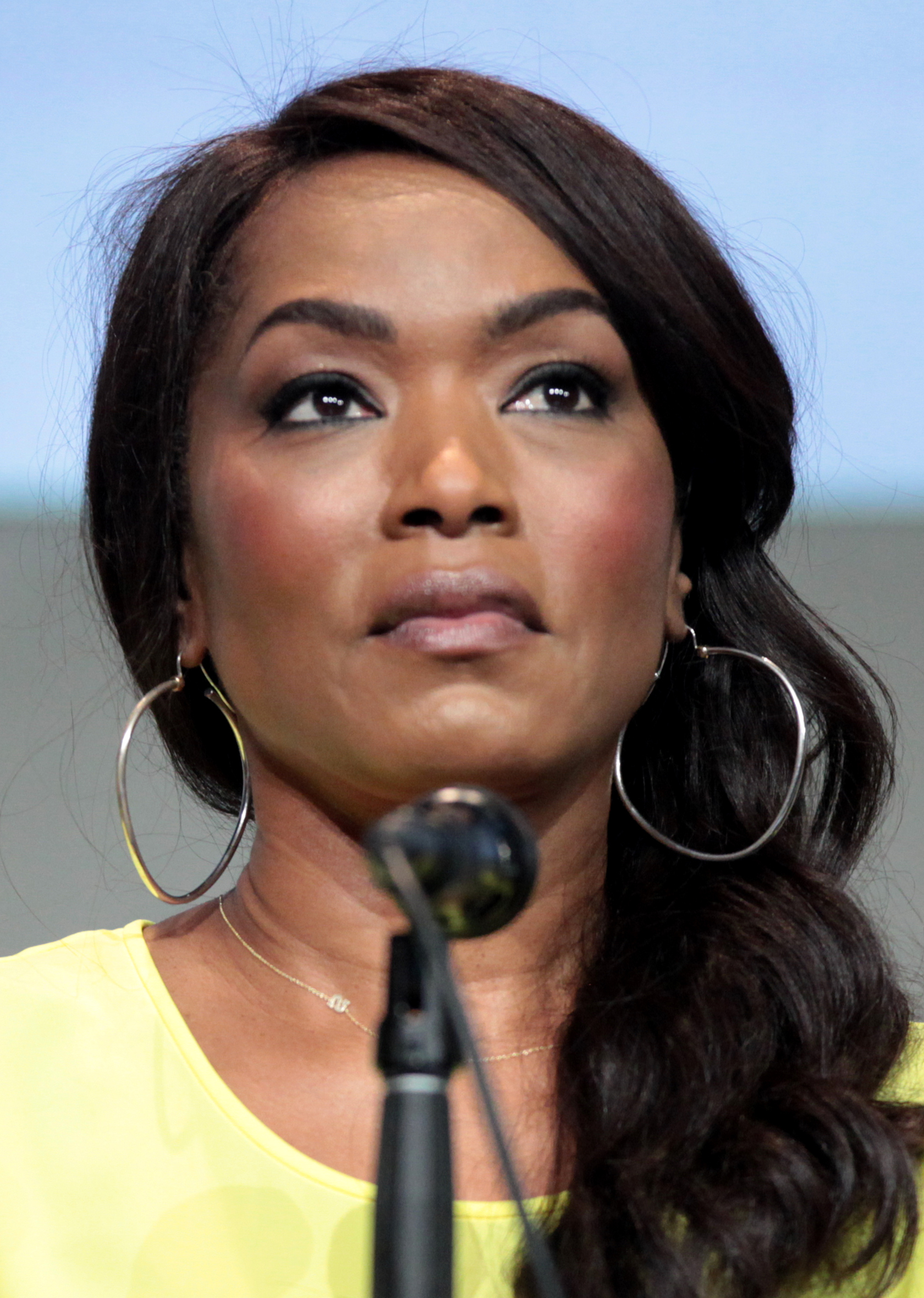
最佳電影女配角：安琪拉·貝瑟

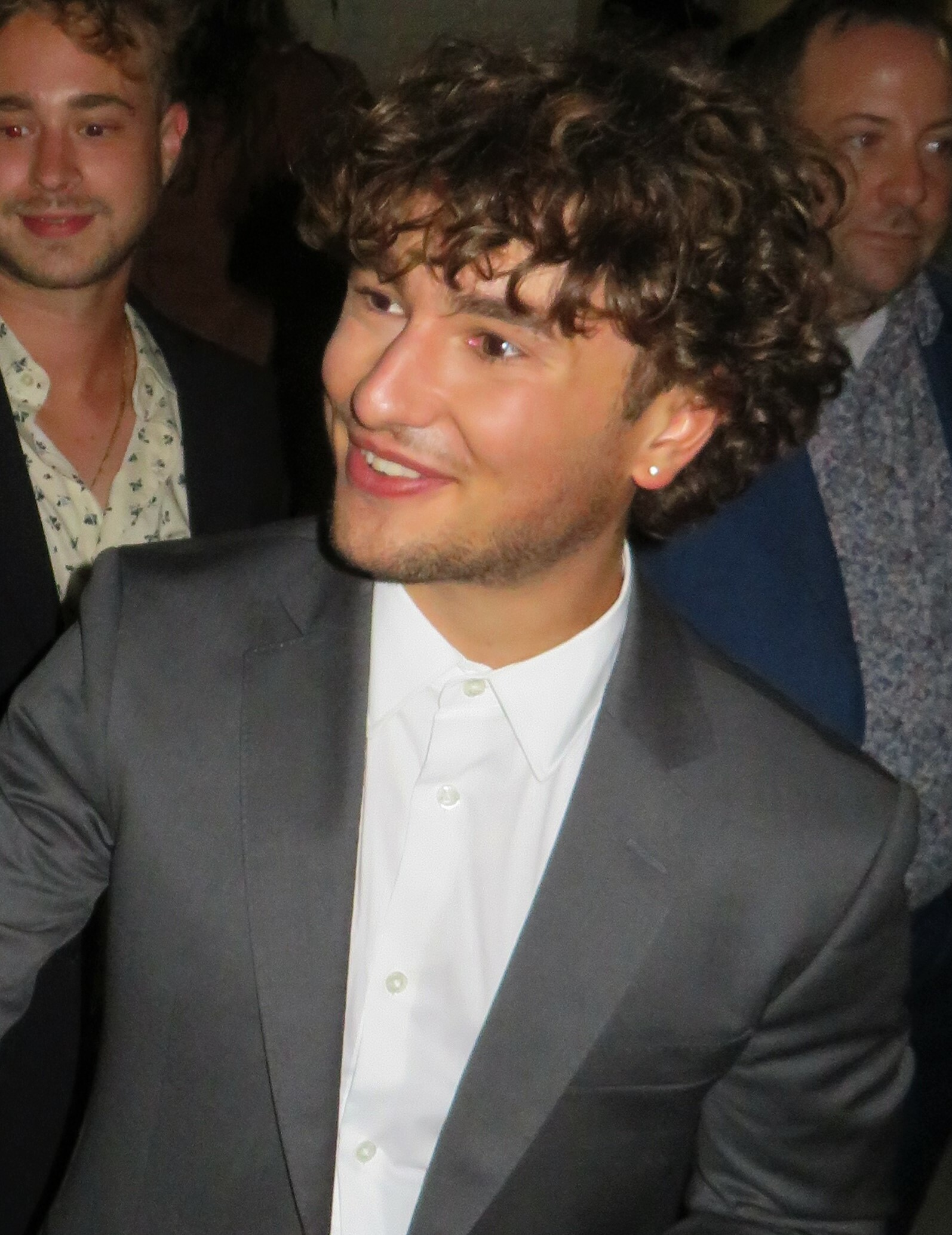
最佳年輕演員：蓋布瑞·拉貝爾

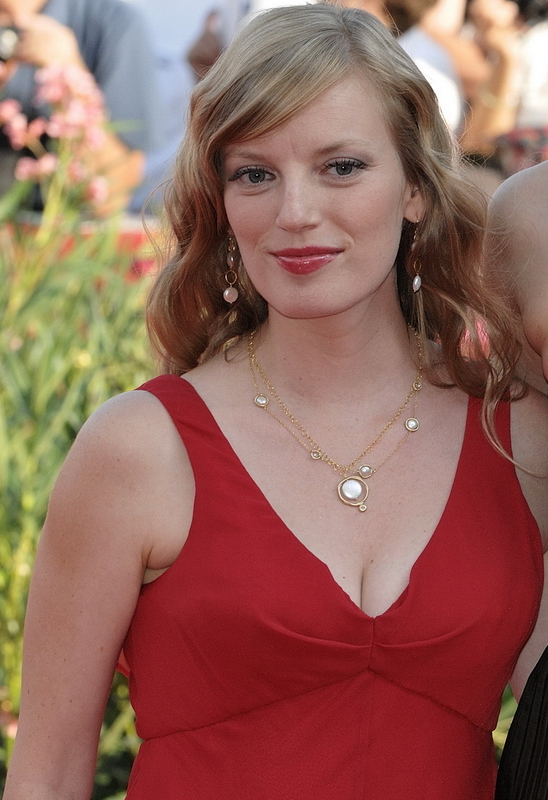
最佳改編劇本：莎拉·波莉

### 电影
| 最佳電影 - 《媽的多重宇宙》 - 《阿凡達：水之道》 - 《巴比倫》 - 《伊尼舍林的女妖》 - 《貓王艾維斯》 - 《法貝爾曼》 - 《鋒迴路轉：抽絲剝繭》 - 《RRR》 - 《TÁR塔爾》 - 《捍衛戰士：獨行俠》 - 《女人们的谈话》                                                       | 最佳導演 - 關家永、丹尼爾·舒奈特 – 《媽的多重宇宙》 - 詹姆斯·卡梅隆 – 《阿凡達：水之道》 - 达米恩·查泽雷 – 《巴比倫》 - 陶德·菲爾德 – 《TÁR塔爾》 - 巴茲·雷曼 – 《貓王艾維斯》 - 馬丁·麥多納 – 《伊尼舍林的女妖》 - 莎拉·波莉 – 《女人们的谈话》 - 吉娜·普林斯-拜斯伍德 – 《女王》 - S·S·拉傑摩利 – 《RRR》 - 斯蒂芬·斯皮尔伯格 – 《法貝爾曼》 |
| 最佳男主角 - 布蘭登·費雪 – 《我的鯨魚老爸》 - 奥斯汀·巴特勒 – 《貓王艾維斯》 - 湯姆·克魯斯 – 《捍衛戰士：獨行俠》 - 科林·法雷尔 – 《伊尼舍林的女妖》 - 保罗·麦斯卡 – 《晒后假日》 - 比·乃爾 – 《倫敦生之慾》                                                        | 最佳女主角 - 凯特·布兰切特 – 《TÁR塔爾》 - 维奥拉·戴维斯 – 《女王》 - 丹妮爾·戴德維勒 – 《提爾：純真之死》 - 瑪歌·羅比 – 《巴比倫》 - 蜜雪兒·威廉絲 – 《法貝爾曼》 - 杨紫琼 – 《媽的多重宇宙》 |
| 最佳男配角 - 關繼威 – 《媽的多重宇宙》 - 保羅·達諾 – 《法貝爾曼》 - 布蘭頓·葛利森 – 《伊尼舍林的女妖》 - 布萊恩·泰瑞·亨利 – 《橋之彼端》 - 裘德·赫希 – 《法貝爾曼》 - 貝瑞·柯根 – 《伊尼舍林的女妖》                                                                | 最佳女配角 - 安琪拉·貝瑟 – 《黑豹2：瓦干達萬歲》 - 傑西·伯克利 – 《女人们的谈话》 - 凯瑞·康顿 – 《伊尼舍林的女妖》 - 潔美·李·寇蒂斯 – 《媽的多重宇宙》 - 許瑋倫 – 《媽的多重宇宙》 - 贾奈尔·梦内 – 《鋒迴路轉：抽絲剝繭》 |
| 最佳年輕演員 - 加布里埃爾·拉貝爾 – 《法貝爾曼》 - 法蘭琪·柯芮（Frankie Corio） – 《晒后假日》 - 傑林·霍爾 – 《提爾：純真之死》 - 貝拉·拉姆齊 – 《小鳥凱瑟琳》 - 班克斯·瑞佩塔（Banks Repeta） – 《世界末日》 - 莎蒂·辛克 – 《我的鯨魚老爸》                         | 最佳整體演出 - 《鋒迴路轉：抽絲剝繭》 - 《伊尼舍林的女妖》 - 《媽的多重宇宙》 - 《法貝爾曼》 - 《女王》 - 《女人们的谈话》 |
| 最佳原創劇本 - 關家永、丹尼爾·舒奈特 – 《媽的多重宇宙》 - 陶德·菲爾德 – 《TÁR塔爾》 - 東尼·庫許納、斯蒂芬·斯皮尔伯格 – 《法貝爾曼》 - 馬丁·麥多納 – 《伊尼舍林的女妖》 - 夏洛特·威爾斯 – 《晒后假日》                                                               | 最佳改编剧本 - 莎拉·波莉 – 《女人们的谈话》 - 山繆·D·亨特 – 《我的鯨魚老爸》 - 石黑一雄 – 《倫敦生之慾》 - 莱恩·约翰逊 – 《鋒迴路轉：抽絲剝繭》 - 丽贝卡·伦基维奇 – 《她有話要說》 |
| 最佳攝影 - 克劳迪奥·米兰达 – 《捍衛戰士：獨行俠》 - 羅素·卡彭特 – 《阿凡達：水之道》 - 罗杰·狄金斯 – 《光影帝國》 - 弗洛里安·霍夫邁斯特 – 《TÁR塔爾》 - 亞努斯·卡明斯基 – 《法貝爾曼》 - 萊納斯·桑德格倫 – 《巴比倫》                                               | 最佳剪接 - 保羅·羅傑斯（Paul Rogers） – 《媽的多重宇宙》 - 汤姆·克洛斯 – 《巴比倫》 - 埃迪·汉密尔顿 – 《捍衛戰士：獨行俠》 - 斯蒂芬·E·里夫金、大衛·布倫納、約翰·勒富爾、詹姆斯·卡梅隆 – 《阿凡達：水之道》 - 麥特·維拉、喬納森·雷德蒙（Jonathan Redmond） – 《貓王艾維斯》 - 莫妮卡·威利 – 《TÁR塔爾》 |
| 最佳服裝設計 - 露絲·E·卡特 – 《黑豹2：瓦干達萬歲》 - 珍妮·伊根（Jenny Eagan） – 《鋒迴路轉：抽絲剝繭》 - 雪莉·庫拉塔（Shirley Kurata） – 《媽的多重宇宙》 - 凯瑟琳·马丁 – 《貓王艾維斯》 - 葛莎·菲利普斯（Gersha Phillips） – 《女王》 - 梅莉·佐弗瑞斯 – 《巴比倫》 | 最佳美術指導 - 佛蘿倫西亞·馬丁（Florencia Martin）、安東尼·卡利諾（Anthony Carlino） – 《巴比倫》 - 漢娜·貝希勒、麗莎·K·瑟玄斯（Lisa K. Sessions） – 《黑豹2：瓦干達萬歲》 - 瑞克·卡特和凯伦·奥哈拉 – 《法貝爾曼》 - {迪倫·科爾、班·普洛克特（Ben Procter）、凡妮莎·柯爾（Vanessa Cole） – 《阿凡達：水之道》 - 傑森·基斯瓦戴（Jason Kisvarday）、凱兒西·伊夫連（Kelsi Ephraim） – 《媽的多重宇宙》 - 凯瑟琳·马丁、凱倫·墨菲（Karen Murphy）、貝芙·鄧恩 – 《貓王艾維斯》 |
| 最佳電影配樂 - 希尔迪·居兹纳多蒂尔 – 《TÁR塔爾》 - 亚历山大·德斯普拉 – 《吉勒摩·戴托羅之皮諾丘》 - 迈克·吉亚奇诺 – 《蝙蝠俠》 - 希尔迪·居兹纳多蒂尔 – 《女人们的谈话》 - 賈斯汀·赫維茲 – 《巴比倫》 - 約翰·威廉斯 – 《法貝爾曼》                                    | 最佳電影原創歌曲 - "〈Naatu Naatu〉" – 《RRR》 - "〈Carolina〉" – 《沼泽深处的女孩》 - "〈Ciao Papa〉" – 《吉勒摩·戴托羅之皮諾丘》 - "〈牽我的手〉" – 《捍衛戰士：獨行俠》 - "〈Lift Me Up〉" – 《黑豹2：瓦干達萬歲》 - "〈New Body Rhumba〉" – 《白噪音》 |
| 最佳化妝與髮型設計 - 《貓王艾維斯》 - 《巴比倫》 - 《蝙蝠俠》 - 《黑豹2：瓦干達萬歲》 - 《媽的多重宇宙》 - 《我的鯨魚老爸》 | 最佳視覺效果 - 《阿凡達：水之道》 - 《蝙蝠俠》 - 《黑豹2：瓦干達萬歲》 - 《媽的多重宇宙》 - 《RRR》 - 《捍衛戰士：獨行俠》 |
| 最佳動畫 - 《吉勒摩·戴托羅之皮諾丘》 - 《迷你網紅實貝秀》 - 《鞋貓劍客2》 - 《熊抱青春記》 - 《惡魔兄弟》 | 最佳喜劇電影 - 《鋒迴路轉：抽絲剝繭》 - 《伊尼舍林的女妖》 - 《哥兒們》 - 《媽的多重宇宙》 - 《悲情三角》 - 《超吉任務》 |
| 最佳外語片 - 《RRR》 • 印度 - 《西线无战事》 • 德国 - 《阿根廷，1985》 • 阿根廷 - 《中有，部分真實的偽記事》 • 墨西哥 - 《亲密》 • 比利时 - 《分手的決心》 • 大韩民国                                                                                               | |

### 电视

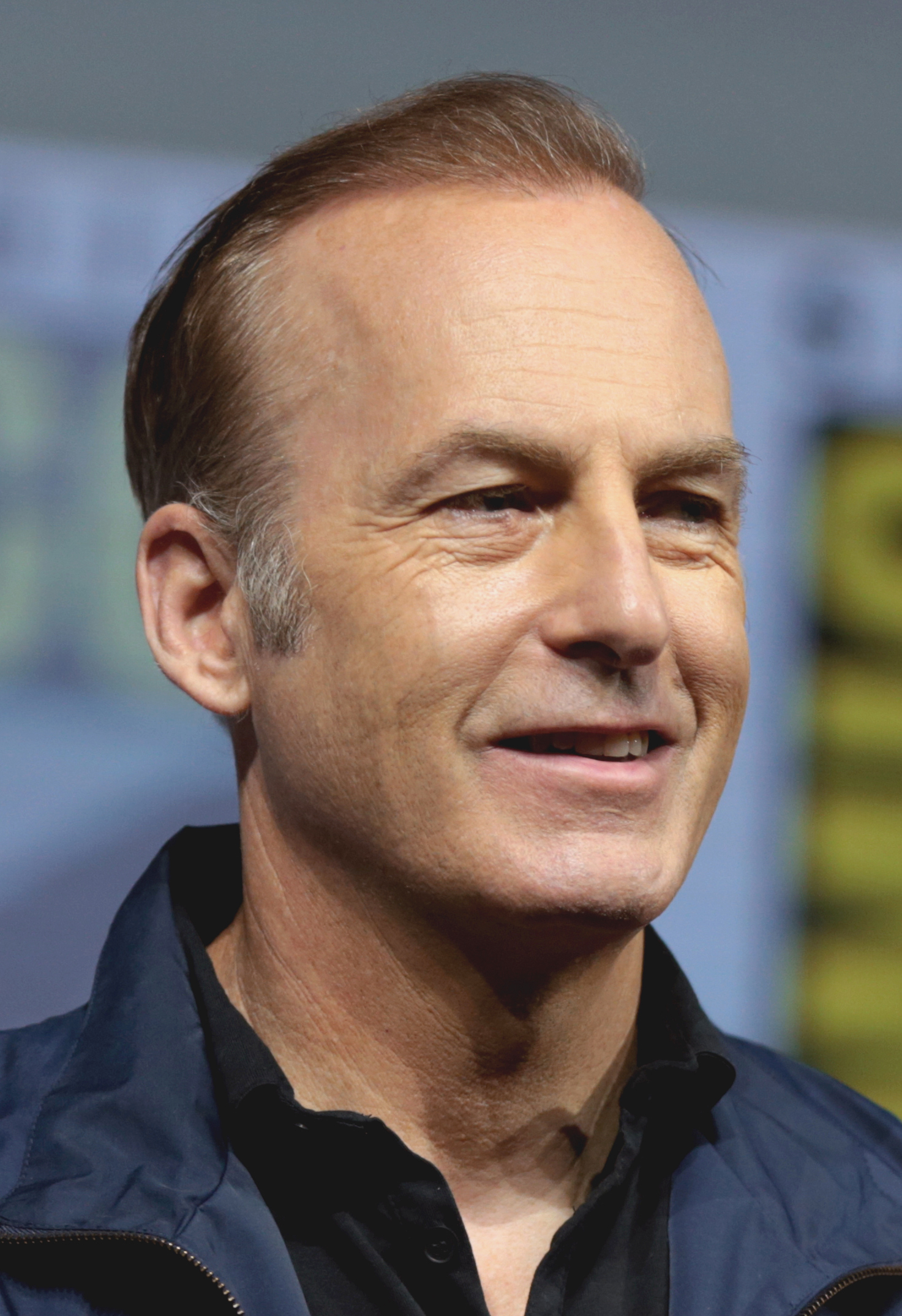
劇情類影集最佳男主角：鮑勃·奧登科克

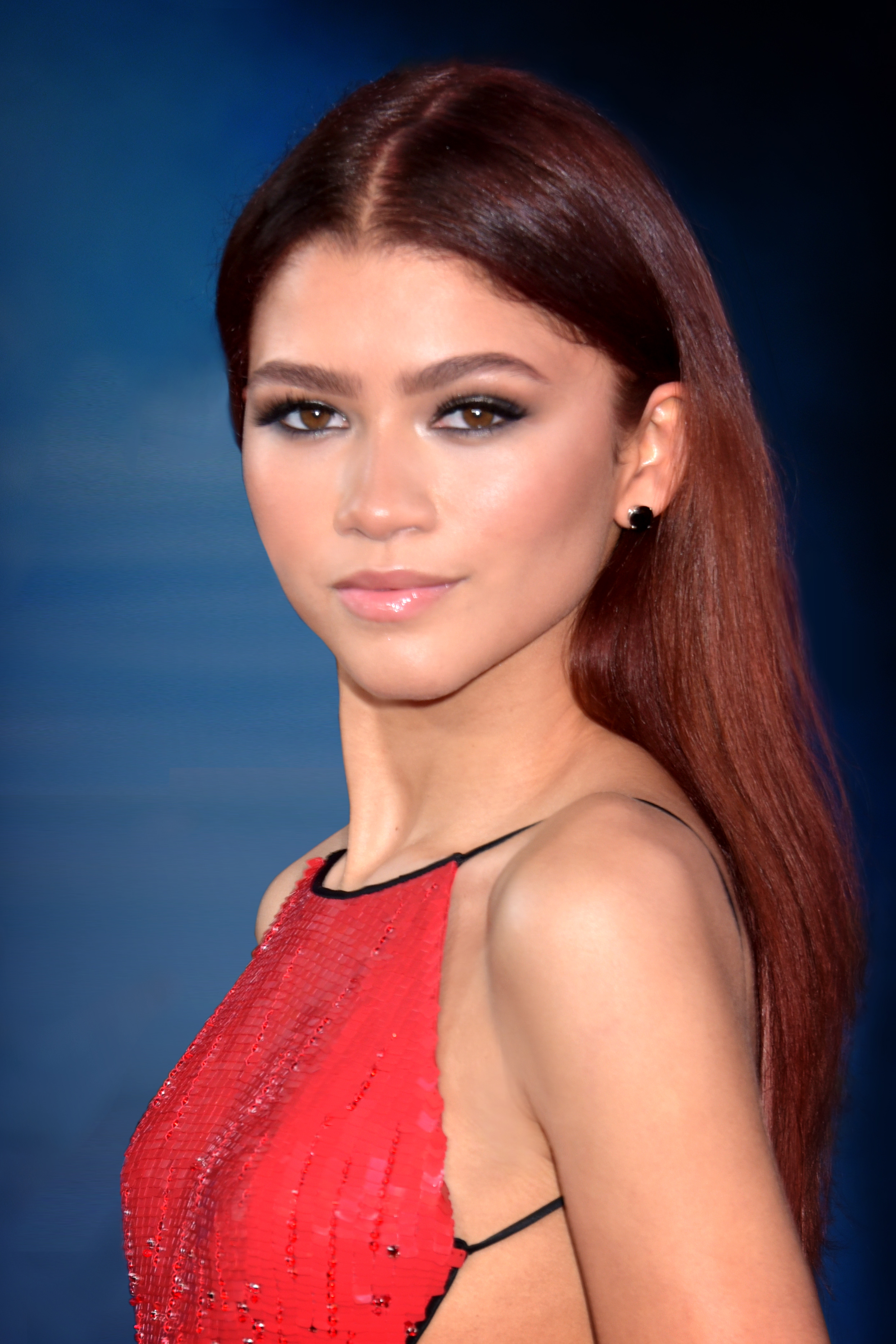
劇情類影集最佳女主角：赞达亚

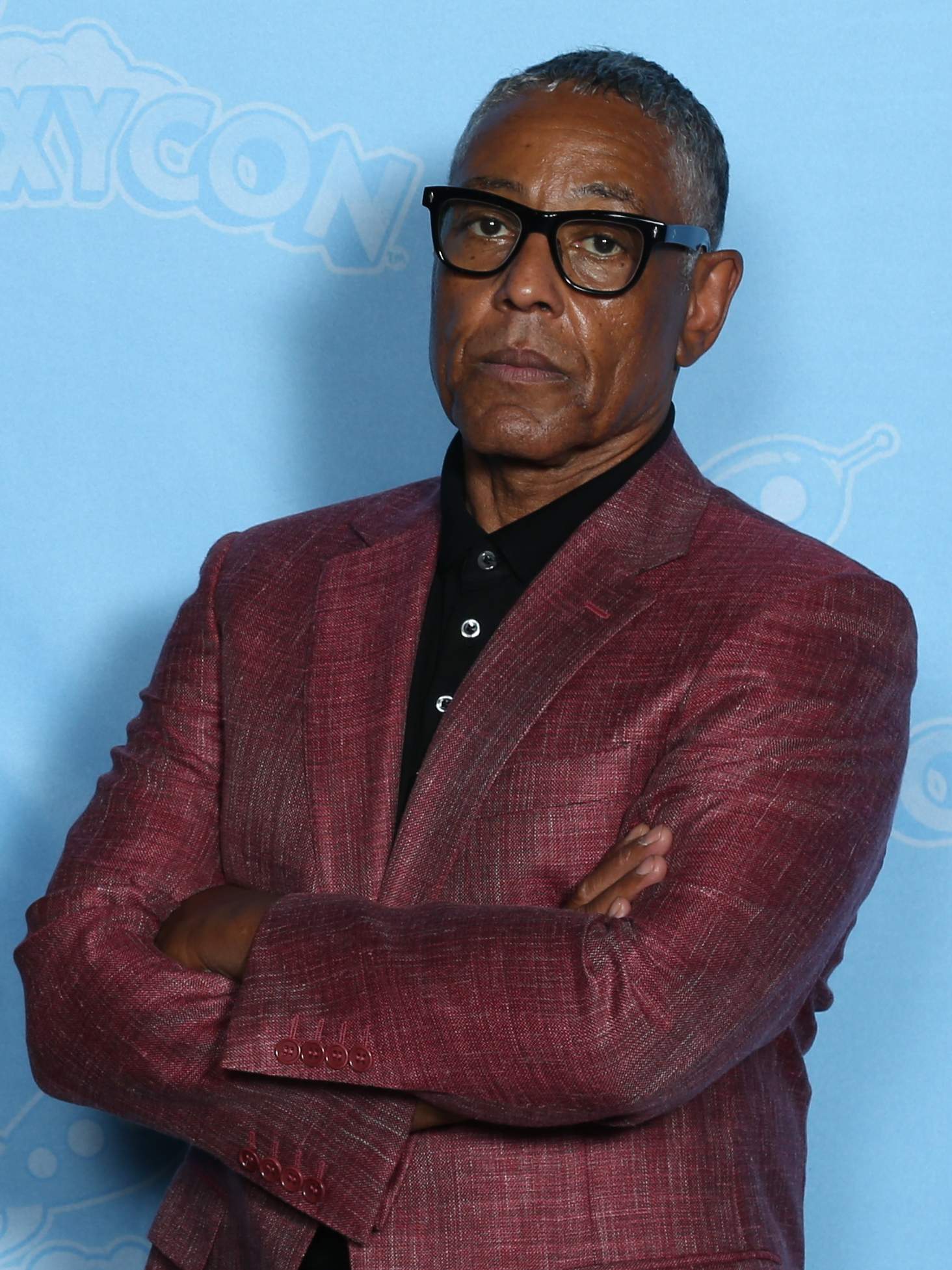
劇情類影集最佳男配角：吉安卡洛·伊坡托

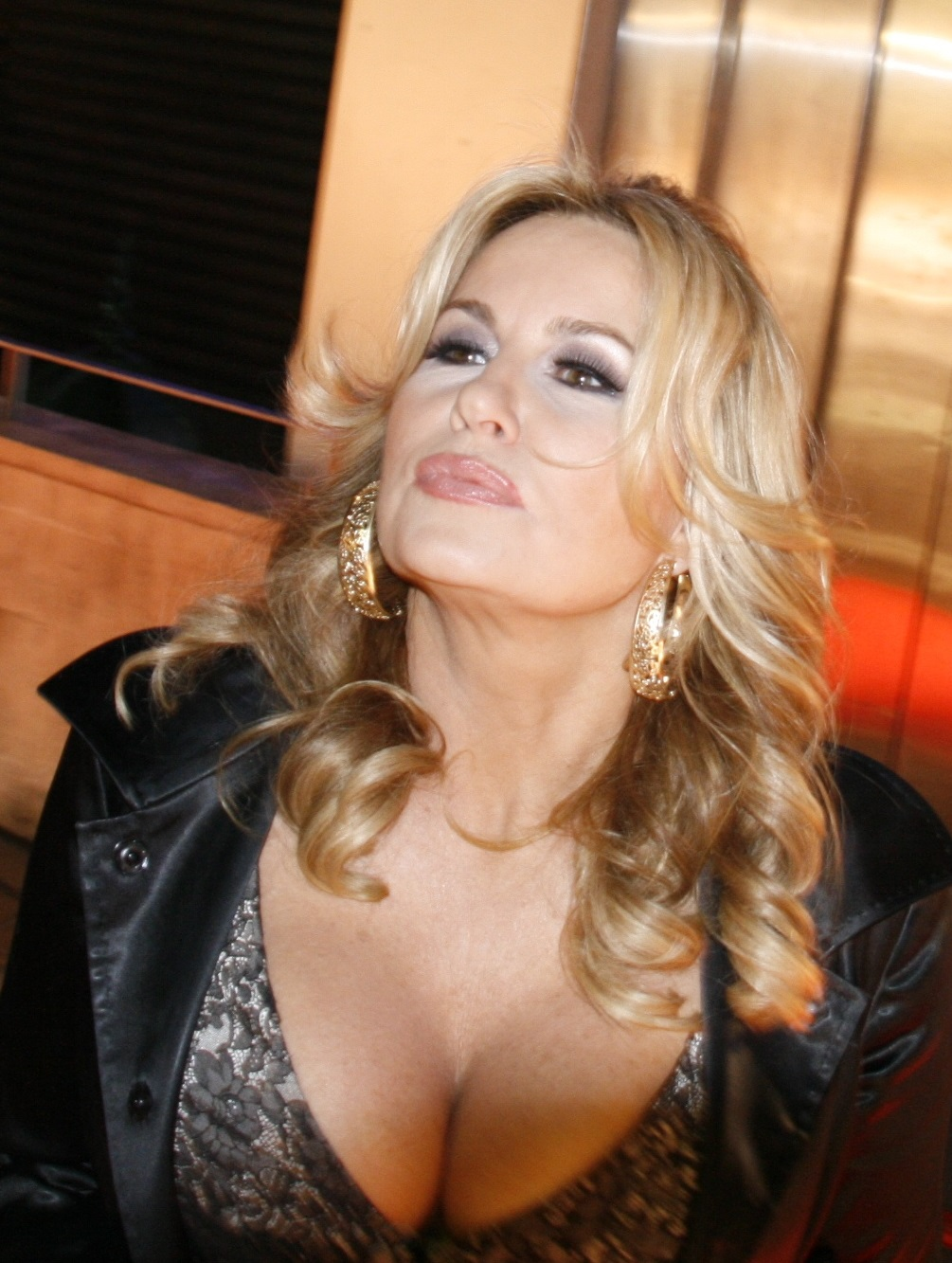
劇情類影集最佳女配角：詹妮佛·库里奇

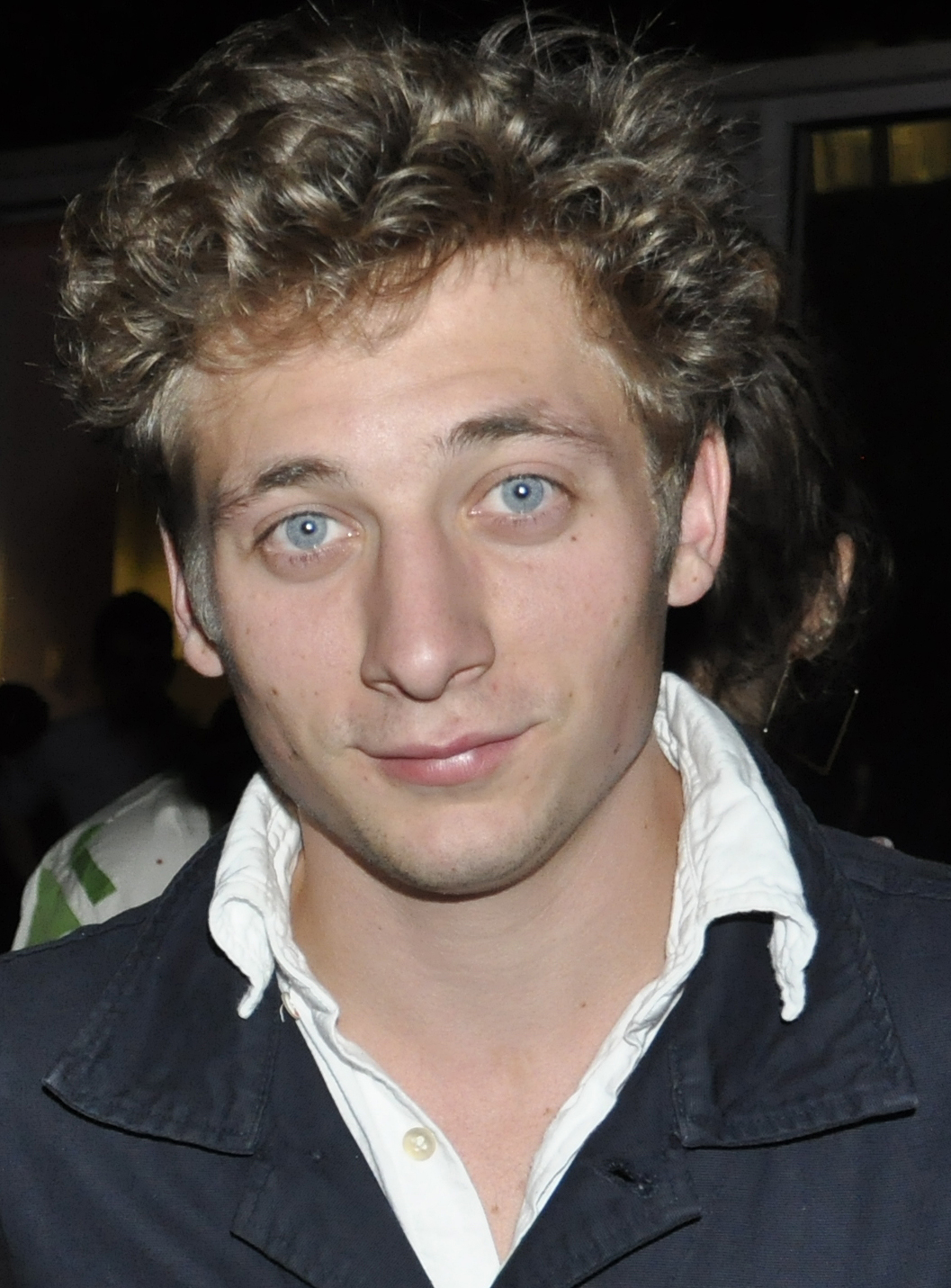
喜劇類影集最佳男主角：傑瑞米·艾倫·懷特

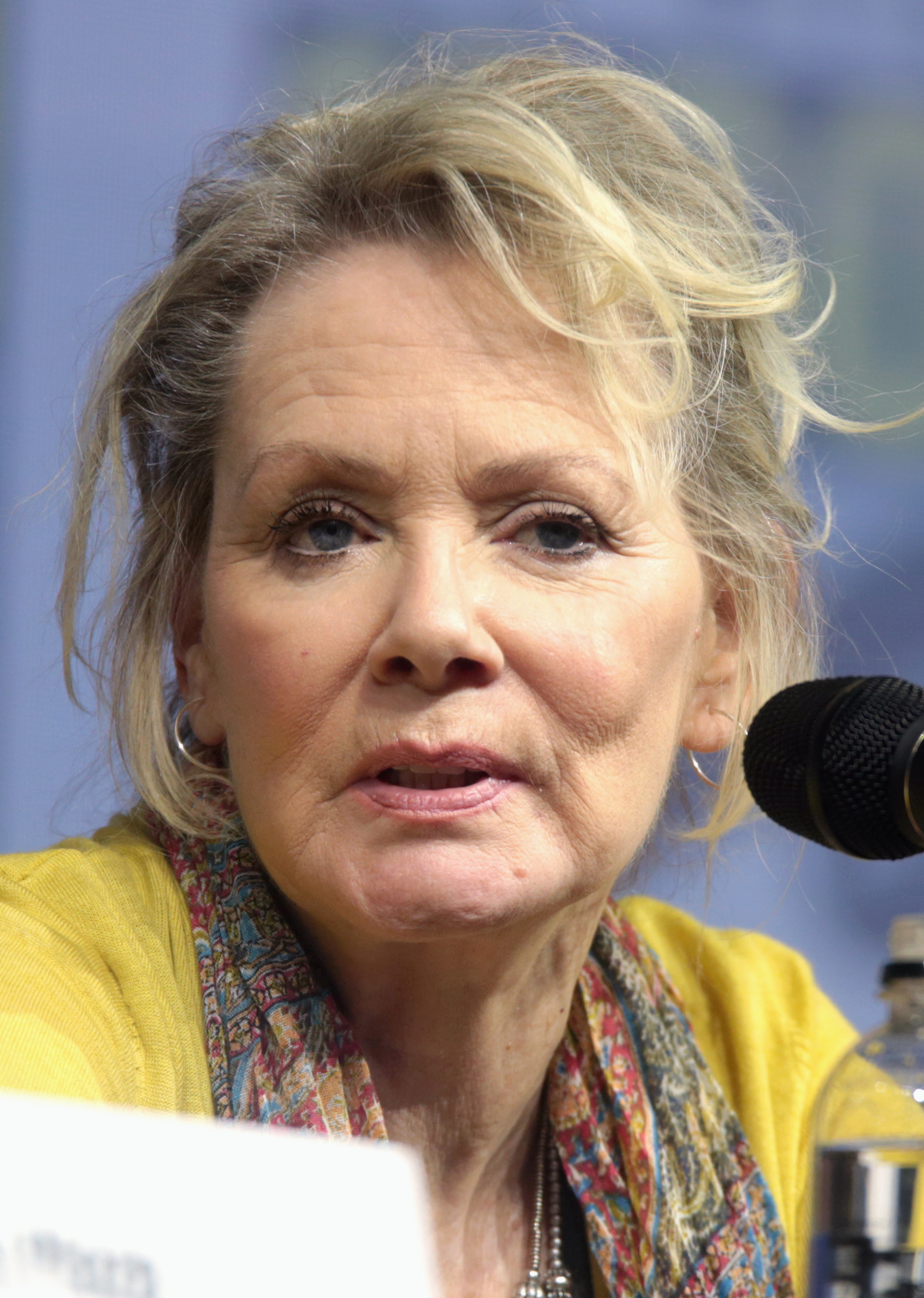
喜劇類影集最佳女主角：琼·斯马特

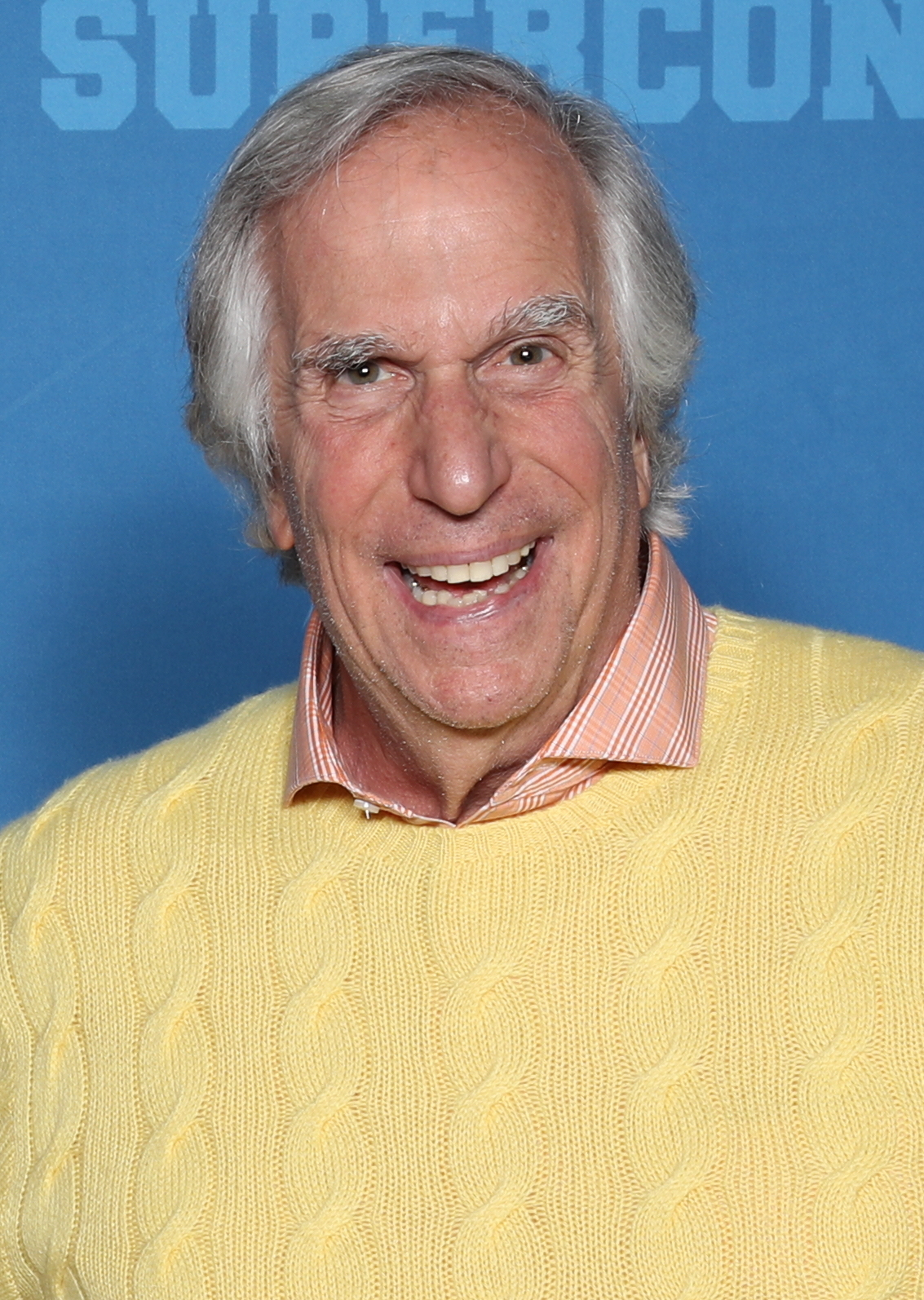
喜劇類影集最佳男配角：亨利·温克勒

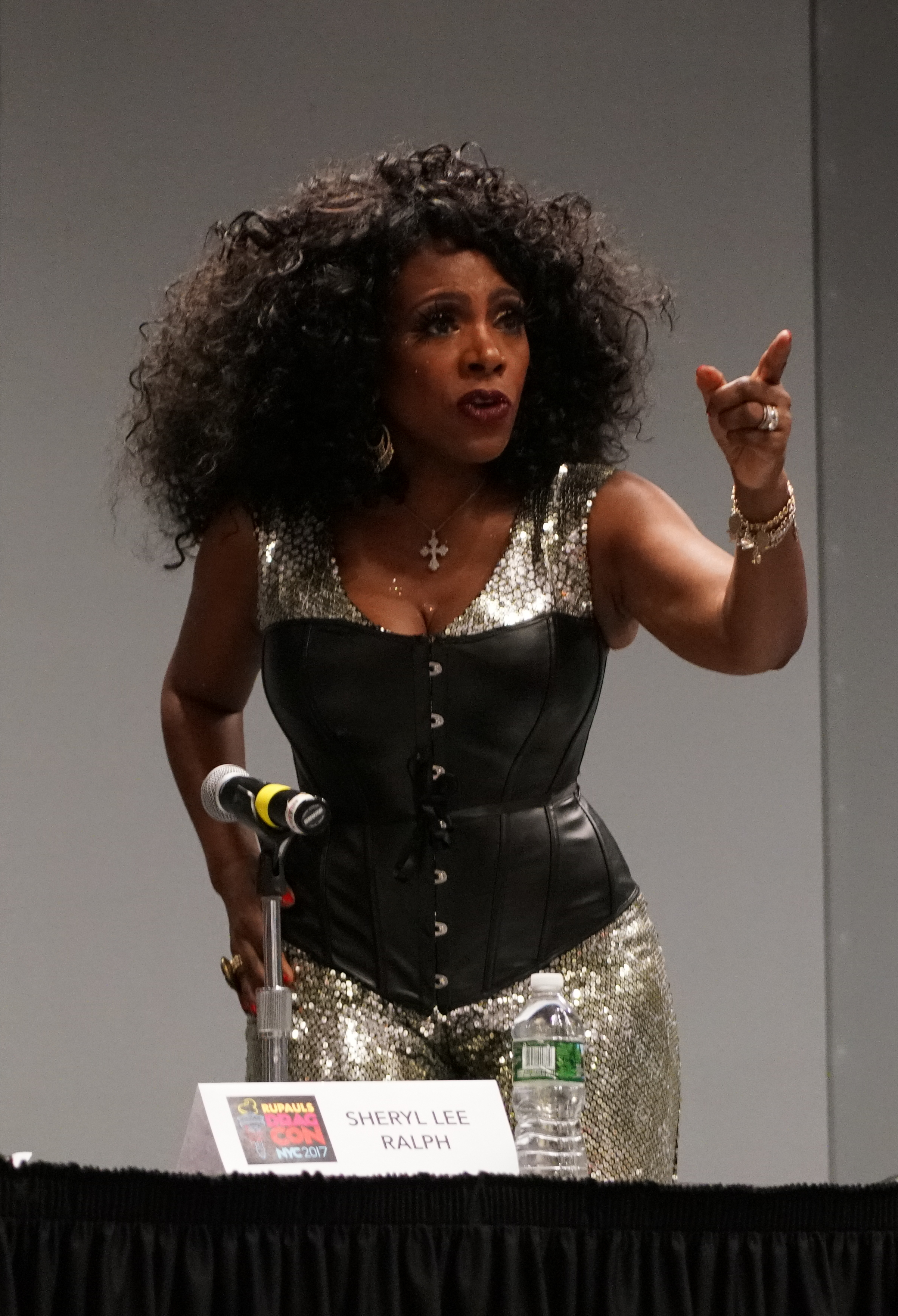
喜劇類影集最佳女配角：雪莉·李·拉爾夫

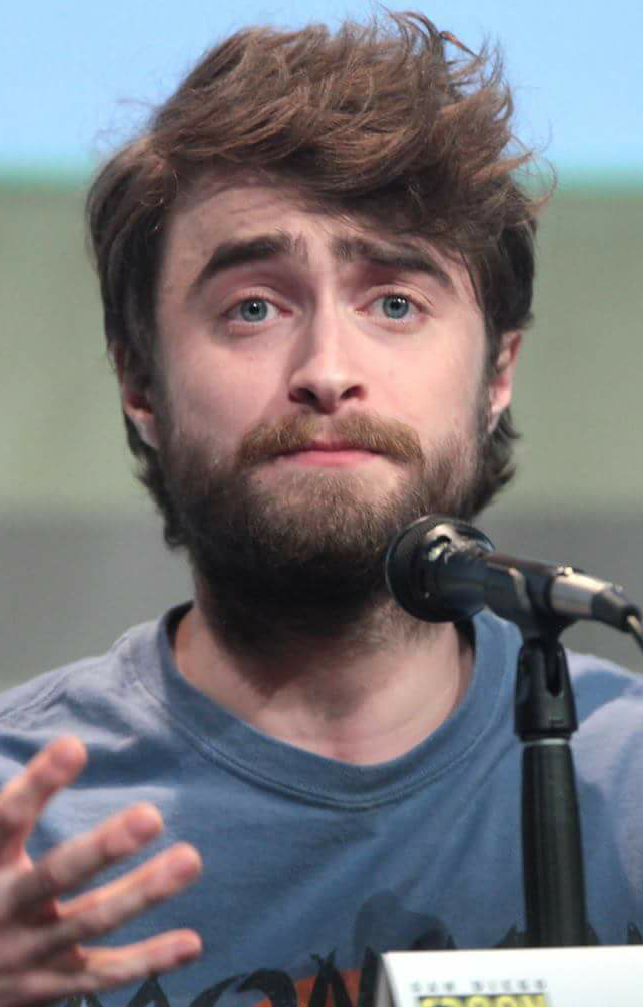
有限劇集與電視電影最佳男主角：丹尼尔·拉德克利夫

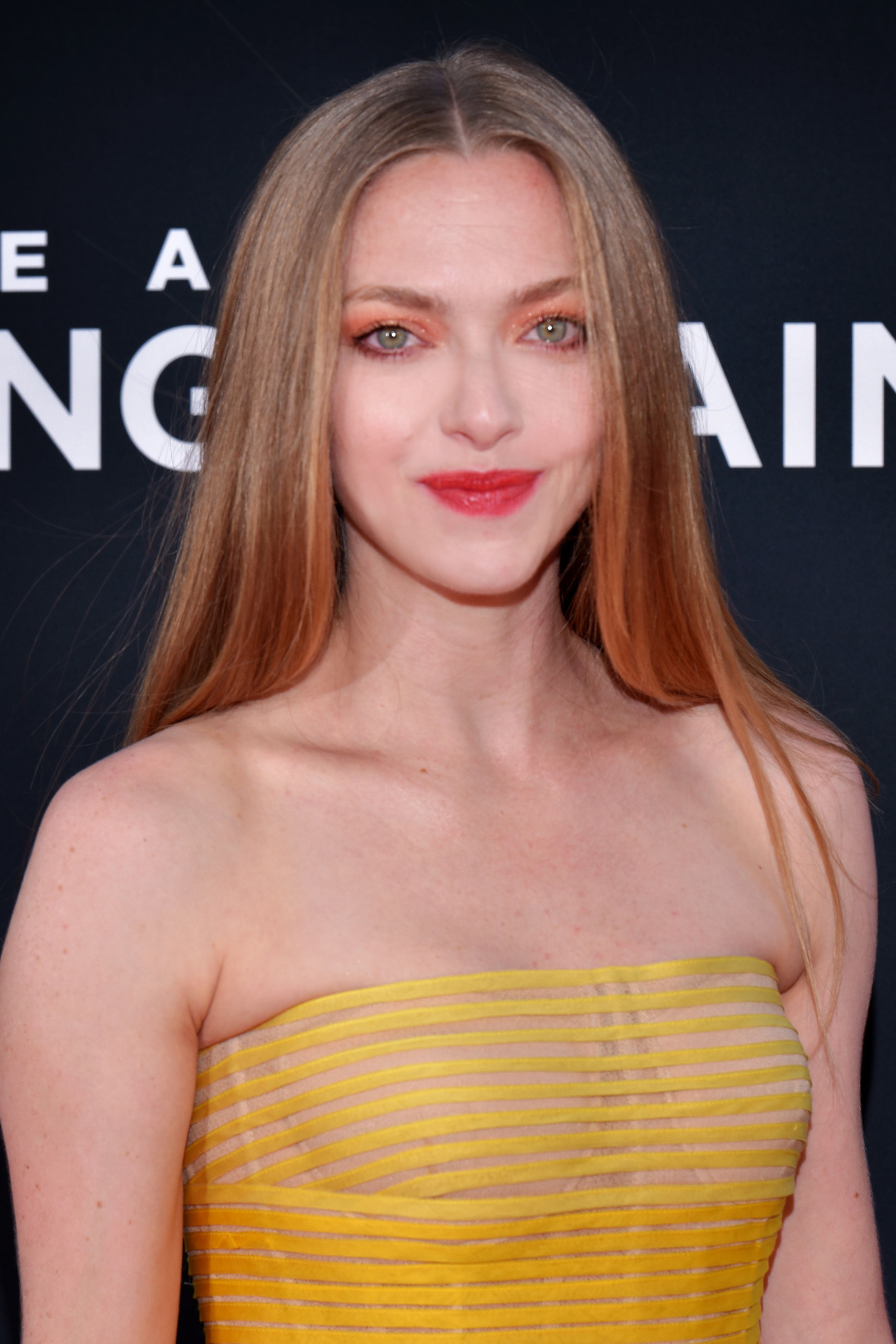
有限劇集與電視電影最佳女主角：阿曼達·西耶弗里德

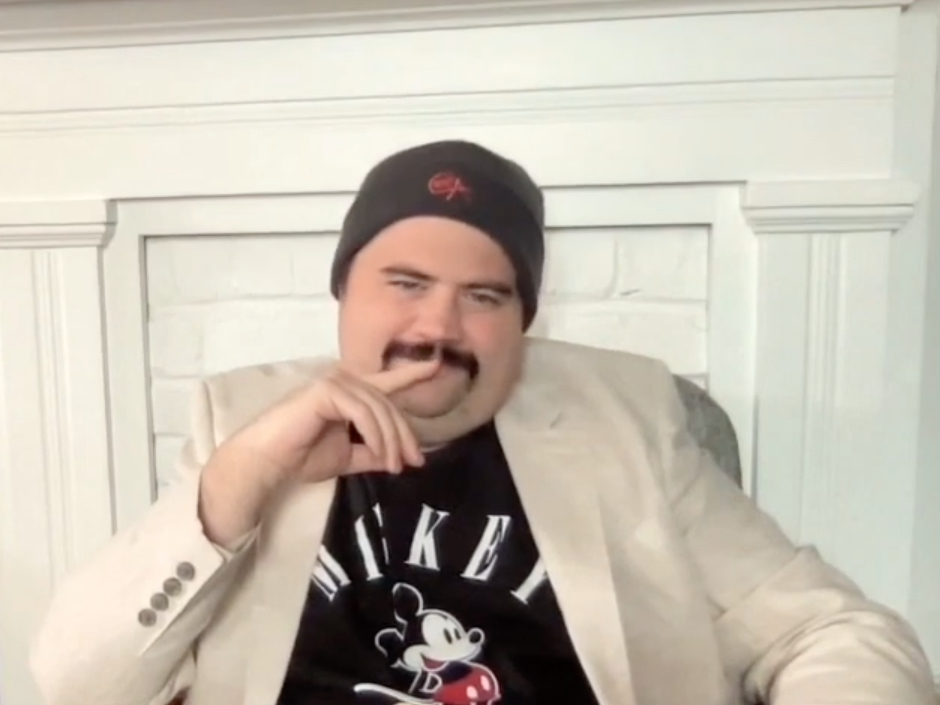
有限劇集與電視電影最佳男配角：保羅·華特·豪澤

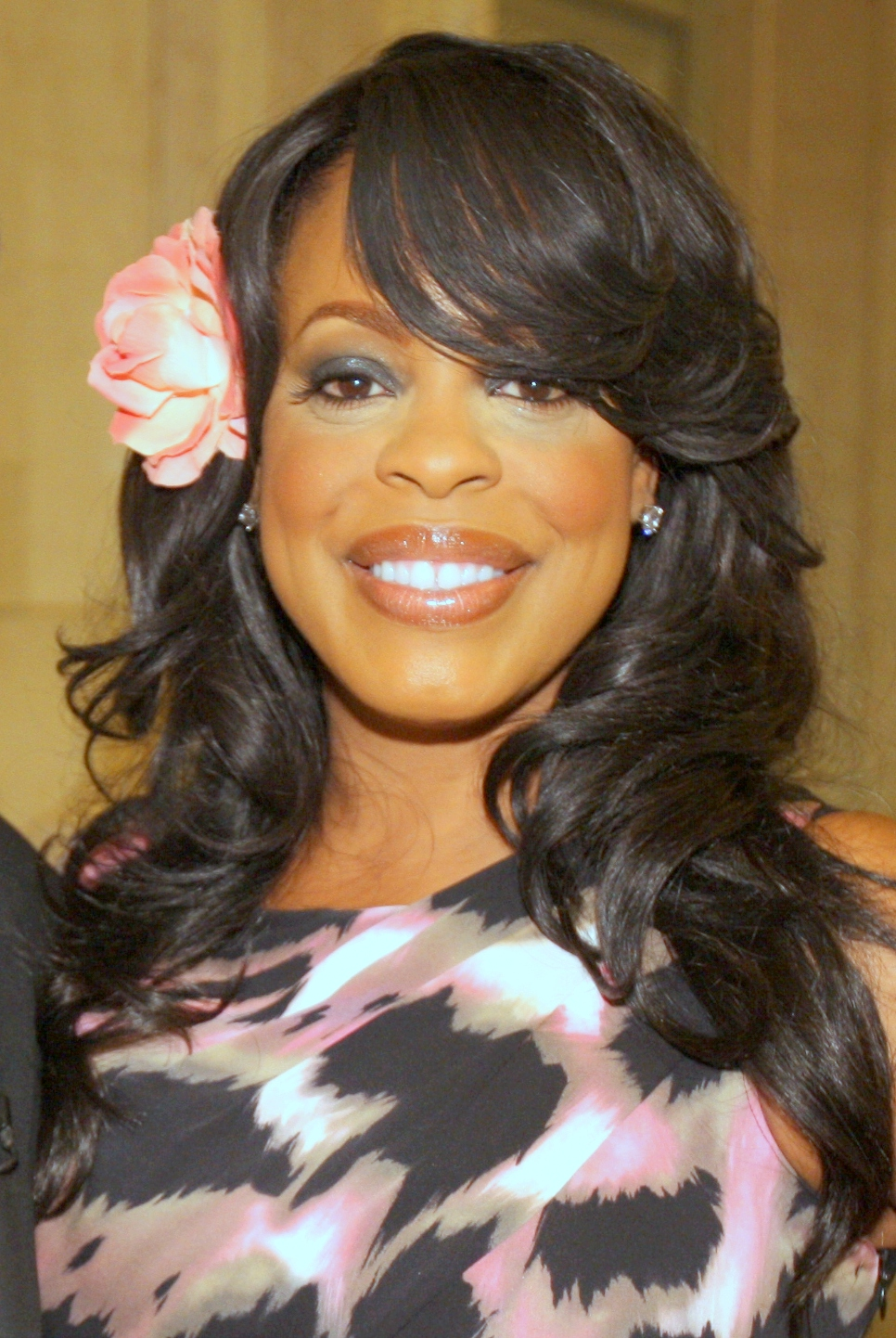
有限劇集與電視電影最佳女配角：奈西·納許

| 最佳劇情類影集 - 《絕命律師》（AMC） - 《安道爾》（Disney+） - 《非常姊妹大作戰》 (Apple TV+) - 《王冠》（Netflix） - 《高校十八禁》（HBO） - 《傲骨之战》（Paramount+） - 《龍族前傳》（HBO） - 《人生切割術》（Apple TV+） - 《黃石公園》（派拉蒙电视网）                                                             | |
| 劇情類影集最佳男演員 - 鮑勃·奧登科克 – 《絕命律師》（AMC） - 傑夫·布里吉 – 《亡命再劫》（FX） - 斯特林·K·布朗 – 《這就是我們》（NBC） - 狄亞哥·盧納 – 《安道爾》（Disney+） - 亞當·斯科特 – 《人生切割術》（Apple TV+） - 安東尼·斯塔爾 – 《黑袍糾察隊》（Amazon Prime Video）                                          | 劇情類影集最佳女主角 - 赞达亚 – 《高校十八禁》（HBO） - 克莉絲汀·巴倫絲基 – 《傲骨之战》（Paramount+） - 莎朗·豪根 – 《非常姊妹大作戰》（Apple TV+） - 羅娜·蓮妮 – 《黑钱胜地》（Netflix） - 曼迪·穆尔 – 《這就是我們》（NBC） - 凱莉·雷利 – 《黃石公園》（派拉蒙電視網）                                                                |
| 最佳劇情類影集男配角 - 吉安卡洛·伊坡托 – 《絕命律師》（AMC） - 安德雷·布劳尔 – 《傲骨之战》（Paramount+） - 伊斯梅尔·克鲁斯·科尔多瓦 – 《魔戒：力量之戒》（Amazon Prime Video） - 迈克尔·爱默生 – 《惡靈偵探》（Paramount+） - 约翰·利思戈 – 《亡命再劫》（FX） - 馬特·史密斯 – 《龍族前傳》（HBO）                     | 劇情類影集最佳女配角 - 詹妮佛·库里奇 – 《白蓮花大飯店》（HBO） - 米莉·愛考克 – 《龍族前傳》（HBO） - 卡萝尔·伯内特 – 《絕命律師》（AMC） - 茱莉娅·加纳 – 《黑钱胜地》（Netflix） - 奧黛莉·麥唐娜 – 《傲骨之战》（Paramount+） - 蕾亚·塞洪 – 《絕命律師》（AMC）                                                                          |
| 最佳喜劇類影集 - 《小学风云》（ABC） - 《殺手進城》（HBO） - 《大熊餐廳》（FX） - 《更美好的事》（FX） - 《鬼屋欢乐送》（CBS） - 《天后與草莓》（HBO Max） - 《歡樂再聚首》（Hulu） - 《原鄉之犬》（FX on Hulu） | |
| 喜劇類影集最佳男主角 - 傑瑞米·艾倫·懷特 – 《大熊餐廳》（FX on Hulu） - 麥特·貝里 – 《吸血鬼生活》（FX） - 比爾·哈德 – 《殺手進城》（HBO） - 基根-麥可·奇 – 《歡樂再聚首》（Hulu） - 史提夫·馬丁 – 《破案三人行》（Hulu） - 德德哈罗·伍恩-阿乙-太任 – 《原鄉之犬》（FX on Hulu）                                         | 喜劇類影集最佳女主角 - 琼·斯马特 – 《天后與草莓》（HBO Max） - 克里斯蒂娜·艾伯盖特 – 《死生之交 (電視劇)》（Netflix） - 昆塔·布倫森 – 《小学风云》（ABC） - 凯莉·库柯 – 《謎飛空姐》（HBO Max） - 蕾妮·伊莉斯·高德斯伯瑞 – 《妹子再組合》（孔雀） - 黛芙芮·雅各 – 《原鄉之犬》（FX on Hulu）                                             |
| 喜劇類影集最佳男配角 - 亨利·温克勒 – 《殺手進城》（HBO） - 布兰登·斯科特·琼斯 – 《鬼屋欢乐送》（CBS） - 莱斯利·乔丹（追授） – 《叫我凯特》（Fox） - 詹姆斯·馬斯登 – 《死生之交 (電視劇)》（Netflix） - 克里斯·佩尔费蒂 – 《小学风云》（ABC） - 泰勒·詹姆斯·威廉斯 – 《小学风云》（ABC）                                 | 喜劇類影集最佳女配角 - 雪莉·李·拉爾夫 – 《小学风云》（ABC） - 寶琳娜·亞歷克西斯（Paulina Alexis） – 《原鄉之犬》（FX on Hulu） - 阿優·埃德比里 – 《大熊餐廳》（FX on Hulu） - 馬西雅·蓋·哈登 – 《中年失恋日记》（Netflix） - 贾内尔·詹姆斯 – 《小学风云》（ABC） - 安妮·波茨 – 《少年謝爾頓》（CBS）                                     |
| 最佳限定劇集 - 《新創大騙局》（Hulu） - 《瞞天佈局》（Starz） - 《来自普莱恩维尔的女孩》（Hulu） - 《教父秘辛》（Paramount+） - 《潘與湯米》（Hulu） - 《如果我們的世界消失了》（HBO Max） - 《菜鳥醫師的秘密白袍日記》（AMC+） - 《天堂的旗幟下》（FX on Hulu）                                                        | 最佳電視電影 - 《怪人：阿尔·杨科维克的故事》（Roku頻道） - 《戀愛噬言》（Hulu） - 《鐵血戰士：狩獵追擊》（Hulu） - 《黑手遮天：布局》（Showtime） - 《倖存者》（HBO） - 《三个月》（Paramount+） |
| 最佳限定劇集或電視電影男主角 - 丹尼尔·拉德克利夫 – 《怪人：阿尔·杨科维克的故事》（Roku頻道） - 賓·科士打 – 《倖存者》（HBO） - 安德魯·加菲爾德 – 《天堂的旗幟下》（FX on Hulu） - 森姆·積遜 – 《托勒密的最後時光》（Apple TV+） - 賽巴斯汀·斯坦 – 《潘與湯米》（Hulu） - 本·威士肖 – 《菜鳥醫師的秘密白袍日記》（AMC+） | 最佳限定劇集或電視電影女主角 - 阿曼達·西耶弗里德 – 《新創大騙局》（Hulu） - 茱莉娅·加纳 – 《創造安娜》（Netflix） - 莉莉·詹姆斯 – 《潘與湯米》（Hulu） - 安柏·米桑德 – 《鐵血戰士：狩獵追擊》（Hulu） - 茱莉娅·罗伯茨 – 《瞞天佈局》（Starz） - 蜜雪兒·菲佛 – 《第一夫人》（Showtime）                                                   |
| 最佳限定劇集或電視電影男配角 - 保羅·華特·豪澤 – 《黑鳥》（Apple TV+） - 莫瑞·巴特利特 – 《欢迎来到切彭代尔斯》（Hulu） - 多姆納爾·格里森 – 《特殊病人》（FX on Hulu） - 馬修·古德 – 《教父秘辛》（Paramount+） - 雷·利奥塔（追授） – 《黑鳥》（Apple TV+） - 謝伊·惠格姆 – 《瞞天佈局》（Starz）                        | 最佳限定劇集或電視電影女配角 - 奈西·納許 – 《食人魔达莫》（Netflix） - 克萊兒·丹妮絲 – 《弗莱斯曼有麻烦了》（FX on Hulu） - 多米尼克·菲什巴克 – 《托勒密的最後時光》（Apple TV+） - 貝蒂·吉爾平 – 《瞞天佈局》（Starz） - 梅兰妮·林斯基 – 《肯蒂：德州兇殺案》（Hulu） - 朱诺·谭波儿 – 《教父秘辛》（Paramount+）                        |
| 最佳動畫劇集 - 《哈莉·奎茵》（HBO Max） - 《妙妙犬布麗》（Disney+） - 《开心汉堡店》（Fox） - 《原始戰記》（Adult Swim） - 《星際爭霸戰：底層甲板》（Paramount+） - 《謎離時空》（Amazon Prime Video） | 最佳外语剧集 - 《柏青哥》（Apple TV+）• 美国 - 《1899》（Netflix）• 德国 - 《權力的堡壘》（Netflix）• 丹麦 - 《非常律師禹英禑》（Netflix）• 大韩民国 - 《加西亚先生》（HBO Max）• 西班牙 - 《医院风云》（MUBI）• 丹麦 - 《克丽欧的红色复仇》（Netflix）• 德国 - 《我的天才女友》（HBO）• 意大利 / 美国 - 《德黑兰》（Apple TV+）• 以色列 |
| 最佳脫口秀 - 《約翰奧利佛之昔日新聞報報》（HBO） - 《安珀·鲁芬秀》（孔雀） - 《與薩曼莎·比正面交鋒》（TBS） - 《凱莉·克拉克森秀》（NBC） - 《塞斯·梅耶斯深夜秀》（NBC） - 《與安迪·科恩一起觀看現場直播》（Bravo） | 最佳喜剧特辑 - 《諾姆·麥克唐納：就很一般般》（Netflix）（追授） - 《福瓊·邁斯特: Good Fortune》（Netflix） - 《傑洛·卡麥克: Rothaniel》（HBO） - 《喬爾·金·布斯特：性心理》（Netflix） - 《妮基·格拉瑟: Good Clean Filth》（HBO） - 《Would It Kill You to Laugh? 凯特·贝兰特和约翰·厄尔利主演》（孔雀）                                 |

1. ↑  入圍第2屆評論家選擇超級獎（英语：2nd Critics' Choice Super Awards）影集類最佳反派[9]
2. ↑  獲得第2屆評論家選擇超級獎（英语：2nd Critics' Choice Super Awards）最佳科幻／奇幻影集（英语：Critics' Choice Super Award for Best Science Fiction/Fantasy Series）[10]

## 电影多项提名
| 作品                      | 提名数 |
| ------------------------- | ------ |
| 《媽的多重宇宙》          | 14     |
| 《法貝爾曼》              | 11     |
| 《巴比倫》                | 9      |
| 《伊尼舍林的女妖》        | 9      |
| 《貓王艾維斯》            | 7      |
| 《TÁR塔爾》               | 7      |
| 《阿凡達：水之道》        | 6      |
| 《黑豹2：瓦干達萬歲》     | 6      |
| 《鋒迴路轉：抽絲剝繭》    | 6      |
| 《捍衛戰士：獨行俠》      | 6      |
| 《女人们的谈话》          | 6      |
| 《RRR》                   | 5      |
| 《我的鯨魚老爸》          | 4      |
| 《女王》                  | 4      |
| 《晒后假日》              | 3      |
| 《蝙蝠俠》                | 3      |
| 《吉勒摩·戴托羅之皮諾丘》 | 3      |
| 《倫敦生之慾》            | 2      |
| 《提爾：純真之死》        | 2      |

多项获奖
| 作品                   | 获奖数 |
| ---------------------- | ------ |
| 《媽的多重宇宙》       | 5      |
| 《黑豹2：瓦干達萬歲》  | 2      |
| 《鋒迴路轉：抽絲剝繭》 | 2      |
| 《RRR》                | 2      |
| 《TÁR塔爾》            | 2      |

## 电视多项提名
| 作品                          | 电视网       | 类别 | 提名数 |
| ----------------------------- | ------------ | ---- | ------ |
| 《小学风云》                  | ABC          | 喜劇 | 6      |
| 《絕命律師》                  | AMC          | 劇情 | 5      |
| 《瞞天佈局》                  | Starz        | 有限 | 4      |
| 《傲骨之战》                  | Paramount+   | 劇情 | 4      |
| 《原鄉之犬》                  | FX           | 喜劇 | 4      |
| 《殺手進城》                  | HBO          | 喜劇 | 3      |
| 《熊家餐馆》                  | FX on Hulu   | 喜劇 | 3      |
| 《龍族前傳》                  | HBO          | 劇情 | 3      |
| 《教父秘辛》                  | Paramount+   | 有限 | 3      |
| 《潘與湯米》                  | Hulu         | 有限 | 3      |
| 《安道爾》                    | Disney+      | 劇情 | 2      |
| 《非常姊妹大作戰》            | Apple TV+    | 劇情 | 2      |
| 《黑鳥》                      | Apple TV+    | 有限 | 2      |
| 《死生之交 (電視劇)》         | Netflix      | 喜劇 | 2      |
| 《新創大騙局》                | Hulu         | 有限 | 2      |
| 《高校十八禁》                | HBO          | 劇情 | 2      |
| 《鬼屋欢乐送》                | CBS          | 喜劇 | 2      |
| 《天后與草莓》                | HBO Max      | 喜劇 | 2      |
| 《托勒密的最後時光》          | Apple TV+    | 有限 | 2      |
| 《亡命再劫》                  | FX           | 劇情 | 2      |
| 《黑钱胜地》                  | Netflix      | 劇情 | 2      |
| 《鐵血戰士：狩獵追擊》        | Hulu         | 電影 | 2      |
| 《歡樂再聚首》                | Hulu         | 喜劇 | 2      |
| 《人生切割術》                | Apple TV+    | 劇情 | 2      |
| 《倖存者》                    | HBO          | 電影 | 2      |
| 《菜鳥醫師的秘密白袍日記》    | AMC+         | 有限 | 2      |
| 《這就是我們》                | NBC          | 劇情 | 2      |
| 《天堂的旗幟下》              | FX on Hulu   | 有限 | 2      |
| 《怪人：阿尔·杨科维克的故事》 | Roku頻道     | 電影 | 2      |
| 《黃石公園》                  | 派拉蒙电视网 | 劇情 | 2      |

多项获奖
| 作品                          | 电视网   | 类别 | 获奖数 |
| ----------------------------- | -------- | ---- | ------ |
| 《絕命律師》                  | AMC      | 劇情 | 3      |
| 《小学风云》                  | ABC      | 喜劇 | 2      |
| 《新創大騙局》                | Hulu     | 有限 | 2      |
| 《怪人：阿尔·杨科维克的故事》 | Roku頻道 | 電影 | 2      |